# Kanadische Unterhauswahl 1891
- Lib: 90
- Sonst.: 2
- Unabh.: 6
- Lib-Kon: 20
- Kons: 97

Die 7. kanadische Unterhauswahl (englisch 7th Canadian General Election, französisch 7e élection fédérale canadienne) fand am 5. März 1891 statt. Gewählt wurden 215 Abgeordnete des kanadischen Unterhauses (engl. House of Commons, frz. Chambre des Communes). Zum vierten Mal in Folge gewann die Konservative Partei von Premierminister John Macdonald.

## Die Wahl
Hauptstreitpunkt während des Wahlkampfs war Macdonalds National Policy, ein protektionistisches Wirtschaftsprogramm zum Schutz der kanadischen Wirtschaft vor dem Einfluss der Vereinigten Staaten. Die Liberale Partei hingegen trat für uneingeschränkten Freihandel ein. Noch einmal gelang es den Konservativen und den mit ihnen verbundenen Liberal-Konservativen, knapp die absolute Mehrheit der Sitze zu erringen. Nur drei Monate nach der Wahl erlag Macdonald einem Schlaganfall, seine Nachfolge trat John Abbott an.
Erstmals war Wilfrid Laurier Vorsitzender der Liberalen. Zwar verlor er diese Wahl, konnte jedoch den Abstand deutlich verringern. Fünf Jahre später gewann er mit absoluter Mehrheit und wurde der erste frankophone Premierminister Kanadas.
Die Wahlbeteiligung betrug 64,4 %.

## Ergebnisse

### Gesamtergebnis
| Partei | Partei                        | Vorsitzender    | Kandi- daten | Sitze 1887 | Sitze 1891 | +/−  | Stimmen  | Wähler- anteil | +/−      |
| ------ | ----------------------------- | --------------- | ------------ | ---------- | ---------- | ---- | -------- | -------------- | -------- |
|        | Konservative Partei           | John Macdonald  | 187          | 096        | 097        | + 01 | 332.961  | 42,96 %        | + 2,81 % |
|        | Liberal-konservative Partei 1 | John Macdonald  | 025          | 026        | 020        | − 06 | 43.557   | 5,62 %         | − 1,64 % |
|        | Liberale Partei               | Wilfrid Laurier | 194          | 080        | 090        | + 10 | 350.512  | 45,22 %        | + 2,09 % |
|        | Unabhängige Konservative      |                 | 004          | 003        | 003        |      | 15.045   | 1,94 %         | + 0,38 % |
|        | Unabhängige                   |                 | 004          | 001        | 002        | + 01 | 6.357    | 0,82 %         | − 0,42 % |
|        | Nationalisten                 |                 | 001          | 001        | 001        |      | 2        | 0,00 %         | − 0,66 % |
|        | Unabhängige Liberale          |                 | 002          | 006        | 001        | − 05 | 5.573    | 0,72 %         | − 1,45 % |
|        | Nationalistische Konservative |                 | 001          | 002        | 001        | − 01 | 1.271    | 0,16 %         | − 0,32 % |
|        | nicht bekannt                 |                 | 014          |            |            |      | 16.890   | 2,18 %         | − 1,15 % |
|        | Equal Rights                  |                 | 002          |            |            |      | 2.455    | 0,32 %         | + 0,32 % |
|        | Progressive                   |                 | 002          |            |            |      | 468      | 0,06 %         | + 0,06 % |
| Gesamt | Gesamt                        | Gesamt          | 436          | 215        | 215        |      | 0775.089 | 100,0 %        |          |

Übersicht der Provinzen und Territorien

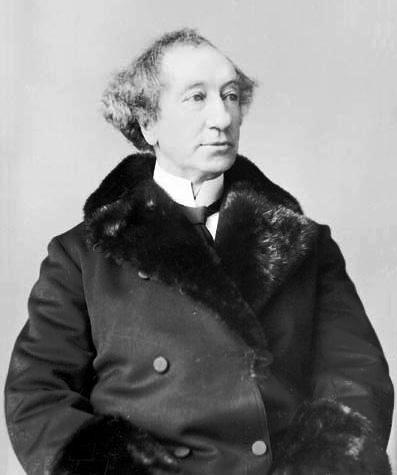
John Macdonald

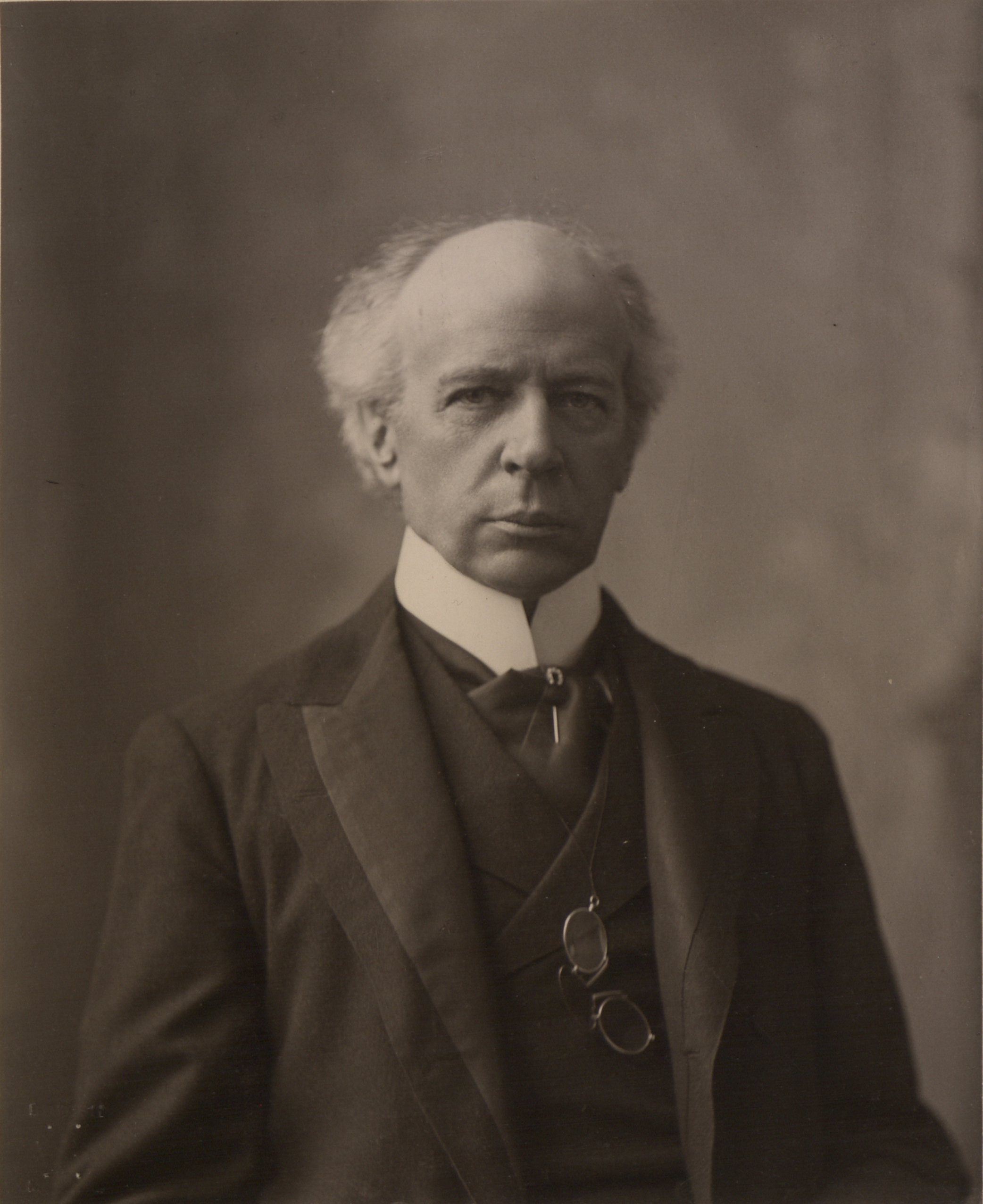
Wilfrid Laurier

1 Die Liberal-Konservativen bildeten zusammen mit den Konservativen eine Fraktion im Unterhaus

2 Der einzige nationalistische Kandidat wurde per Akklamation gewählt

### Akklamationen
8 Abgeordnete wurden mangels Gegenkandidaten per Akklamation gewählt:
- British Columbia: 1 Konservativer, 1 Liberal-Konservativer
- Manitoba: 1 Konservativer
- Ontario: 1 Konservativer
- Québec: 1 Konservativer, 2 Liberale, 1 Nationalist

### Ergebnis nach Provinzen und Territorien
| Partei       | Partei                        | Partei       | BC   | NW   | MB   | ON   | QC   | NB   | NS   | PE   | Gesamt |
| ------------ | ----------------------------- | ------------ | ---- | ---- | ---- | ---- | ---- | ---- | ---- | ---- | ------ |
|              | Konservative Partei           | Sitze        | 5    | 4    | 1    | 39   | 24   | 10   | 12   | 2    | 97     |
|              | Konservative Partei           | Anteil in %  | 71,6 | 81,0 | 12,6 | 42,2 | 45,4 | 48,9 | 41,9 | 48,5 | 43,0   |
|              | Liberal-konservative Partei   | Sitze        | 1    |      | 3    | 7    | 3    | 2    | 4    |      | 26     |
|              | Liberal-konservative Partei   | Anteil in %  |      |      | 40,5 | 5,3  | 3,0  | 3,7  | 10,8 |      | 5,6    |
|              | Liberale Partei               | Sitze        |      |      | 1    | 44   | 33   | 4    | 5    | 3    | 90     |
|              | Liberale Partei               | Anteil in %  | 28,4 | 19,0 | 46,9 | 49,1 | 45,9 | 41,3 | 43,6 | 41,0 | 45,2   |
|              | Unabhängige Konservative      | Sitze        |      |      |      | 1    | 2    |      |      |      | 3      |
|              | Unabhängige Konservative      | Anteil in %  |      |      |      | 1,3  | 5,9  |      |      |      | 1,9    |
|              | Unabhängige                   | Sitze        |      |      |      | 1    | 1    |      |      |      | 2      |
|              | Unabhängige                   | Anteil in %  |      |      |      | 0,7  | 1,2  | 3,2  |      |      | 0,8    |
|              | Nationalisten                 | Sitze        |      |      |      |      | 1    |      |      |      | 1      |
|              | Unabhängige Liberale          | Sitze        |      |      |      |      |      |      |      | 1    | 1      |
|              | Unabhängige Liberale          | Anteil in %  |      |      |      |      |      | 2,9  |      | 10,5 | 0,7    |
|              | Nationalistische Konservative | Sitze        |      |      |      |      | 1    |      |      |      | 1      |
|              | Nationalistische Konservative | Anteil in %  |      |      |      |      | 0,7  |      |      |      | 0,2    |
|              | nicht bekannt                 | Anteil in %  |      |      |      | 2,0  | 3,8  |      | 3,1  |      | 2,2    |
|              | Equal Rights                  | Anteil in %  |      |      |      | 0,7  |      |      |      |      | 0,3    |
|              | Progressive                   | Anteil in %  |      |      |      |      |      |      | 0,5  |      | 0,1    |
| Sitze gesamt | Sitze gesamt                  | Sitze gesamt | 6    | 4    | 5    | 92   | 65   | 16   | 21   | 6    | 215    |